# Mango Groove
Mango Groove ist eine 1984 gegründete elfköpfige Band aus Johannesburg.
Mit über 700.000 verkauften Alben allein in Südafrika und zahlreichen in den südafrikanischen Charts vertretenen Titel ist Mango Groove eine der erfolgreichsten südafrikanischen Musikgruppen.
In der Musik von Mango Groove vereinen sich verschiedene Musikstile – u. a. Popmusik, Kwela, Marabi / Jazz, Swing, Mbube, Blues.
Mango Groove hatte seit Gründung der Band 1984 einen erheblichen Einfluss auf die südafrikanische Musik – insbesondere auch dadurch, dass Mango Groove im Südafrika der Apartheid eine der ersten Bands aus Musikern verschiedener Hautfarben war.

## Diskografie

### Alben
- Mango Groove (1989)
- Hometalk (1990)
- Another Country (1993)
- The Best of Mango Groove (1994)
- Eat a Mango (1995)
- Dance Sum More... All the Hits So Far (1996)
- The Best of Mango Groove (2000) (Unterscheidet sich zu dem Album von 1994)
- The Ultimate Collection (2003)
- Moments Away: Love Songs and Lullabies 1990–2006 (2006)
- Bang the Drum (2009)
- Faces to the Sun (2016)

### Singles
- „Two Hearts“ (1986)
- „Love is the Hardest Part“ (1986)
- „We are the Party“ (1986)
- „Do You Dream Of Me?“ (1987)
- „Move Up“ (1987)
- „Dance Sum More“ (1989)
- „Hellfire“ (1989)
- „Special Star“ (1989)
- „Too Many Tears“ (1989)
- „Pennywhistle“ (1990)
- „Hometalk“ (1991)
- „Island Boy“ (1991)
- „Moments Away“ (1991)
- „Nice To See You“ (1993)
- „Keep On Dancing“ (1993)
- „Another Country“ (1993)
- „Tropical Rain“ (1993)
- „Eat A Mango“ (1995)
- „The Lion Sleeps Tonight“ (1995)
- „New World (Beneath Our Feet)“ (1995)
- „Tom Hark“ (1996)
- „Let Your Heart Speak“ (1996)
- „Southern Sky“ (2007)

## Sonstiges
Gemäß dem Booklet zu der CD „The best of Mango Groove“ (2000) leitet sich der Bandname von dem („silly little sexist“) Wortspiel „Man, Go Groove!“ ab.